# Walter Haller
Walter Haller (* 29. Juli 1939 in Colombo, Sri Lanka) ist ein Schweizer Rechtswissenschaftler.

## Leben
Haller studierte von 1958 bis 1965 Rechtswissenschaften an der Universität Zürich. Mit einer in Stockholm ausgearbeiteten Doktorarbeit über den schwedischen Justitieombudsmann wurde er 1965 an der Rechts- und staatswissenschaftlichen Fakultät der Universität Zürich summa cum laude zum Dr. iur. promoviert. Es folgte die Tätigkeit als juristischer Sekretär am Bezirksgericht Uster sowie am Obergericht des Kantons Zürich; 1967 erwarb er das Zürcher Anwaltspatent. Nach einem Jahr als Visiting research scholar an der University of Michigan Law School 1969 wurde Haller 1971, noch während seiner Tätigkeit als Wissenschaftlicher Assistent von Werner Kägi von 1970 bis 1972 an der Universität Zürich, mit einer Arbeit über Supreme Court und Politik in den USA habilitiert. Es folgte eine mehrjährige Tätigkeit als Generalsekretär des ETH-Rates, bis er 1975 zum Professor für Staatsrecht und Verwaltungsrecht, später auch Verfassungsvergleichung an die Universität Zürich berufen wurde. Mitwirkung als nebenamtlicher Richter am Verwaltungsgericht des Kantons Zürich sowie in verschiedenen Expertenkommissionen. Von 1990 bis zu seiner Emeritierung 2004 war Haller Direktor des Instituts für Völkerrecht und ausländisches Verfassungsrecht. Fortsetzung der wissenschaftlichen Tätigkeit nach der Emeritierung, vor allem als Verfasser juristischer Werke, sowie Lehraufträge an verschiedenen Universitäten.

## Werk (Auszug)
- Der schwedische Justitieombudsmann. Eine Einrichtung zur Verstärkung des Rechtsschutzes und der parlamentarischen Kontrolle im Hinblick auf das Verhalten von Organen der Verwaltung und der Rechtspflege, Zürich 1965, zugl. Diss., Univ. Zürich.
- Supreme Court und Politik in den USA. Fragen der Justiziabilität in der höchstrichterlichen Rechtsprechung, Bern 1972, zugl. Habil.-Schrift, Univ. Zürich.
- zusammen mit Alfred Kölz und Thomas Gächter: Allgemeines Staatsrecht, 6. Aufl., Zürich/Baden-Baden 2020.
- zusammen mit Ulrich Häfelin, Helen Keller und Daniela Thurnherr: Schweizerisches Bundesstaatsrecht, 10. Aufl., Zürich 2020.
- The Swiss Constitution in a Comparative Context, 2nd ed., Zurich/St. Gall 2016.